# Müjgan Gönül
Müjgan Gönül est une actrice turque, née le 1er octobre 1985 à Istanbul mais elle est originaire de la ville de Tekirdağ.
Elle est surtout connue, dans son pays, pour son rôle de l'infirmière Dila dans la série télévisée Tek Türkiye (tr), diffusée à partir de 2007 en Turquie.
En 2009, elle a été l'une des personnalités touchées par la grippe A (H1N1).
En 2014, elle joue le rôle de Zeynep Doctor dans la série Küçük Gelin (tr).
Elle est aussi mannequin. Elle est mariée et a une fille nommée Nil.